# ファンキー・スネイクフット
『ファンキー・スネイクフット』（Funky Snakefoot）は、アメリカ合衆国のジャズ・ドラマー、アルフォンス・ムゾーンが1973年に録音・1974年に発表した、ソロ名義では2作目のスタジオ・アルバム。

## 評価・影響
Jason Ankenyはオールミュージックにおいて5点満点中4.5点を付け「アルフォンス・ムゾーンは、主にドラムスの技巧で評価されているが、この素晴らしい『ファンキー・スネイクフット』は、彼がキーボーディストとしても優れていることを示した最初の例である」「ブルーノートから発売されたアルバムの中では、特にメインストリームR&B色が強いとはいえ、獰猛さや技巧は損なわれていない」と評している。ビースティ・ボーイズは、1989年の楽曲「シェイク・ユア・ランプ」の冒頭で、本作のタイトル曲のサンプリングを使用した。

## 収録曲
特記なき楽曲はアルフォンス・ムゾーン作。1. 5. 6. 11. 12.はインストゥルメンタル。
1. アイヴ・ギヴン・ユー・マイ・ラヴ - "I've Given You My Love" (Mark Langford) - 4:48
2. ユー・ドント・ノウ・ハウ・マッチ・アイ・ラヴ・ユー - "You Don't Know How Much I Love You" (Elvena Mouzon) - 4:45
3. アイ・ガッタ・ハヴ・ユー - "I Gotta Have You" - 2:51
4. マイ・ライフ・イズ・ソー・ブルー - "My Life Is So Blue" (M. Langford) - 4:40
5. ファンキー・スネイクフット - "Funky Snakefoot" - 3:46
6. マイ・リトル・ローズバッド - "My Little Rosebud" (E. Mouzon) - 2:05
7. ア・パーマネント・ラヴ - "A Permanent Love" (E. Mouzon) - 4:26
8. ザ・ベガー - "The Beggar" (Mary Highsmith) - 3:18
9. オー・イエス・アイ・ドゥ - "Oh Yes I Do" (M. Langford) - 4:36
10. タラ・タラ - "Tara, Tara" (M. Highsmith) - 3:28
11. ホエア・アイム・ドラミング・フロム - "Where I'm Drumming from" - 1:22
12. イズム - "Ism" (Larry Coryell) - 3:08

## 参加ミュージシャン
- アルフォンス・ムゾーン - ドラムス、ボーカル、モーグ・シンセサイザー、アープ・シンセサイザー、オルガン、タック・ピアノ
- ハリー・ウィテカー - ピアノ(on #1, #2, #4, #6, #7, #8, #9)、クラビネット(on #3, #5, #10)
- レオン・ペンダーヴィス - ピアノ(on #3, #5)、ウーリッツァー・エレクトリックピアノ(on #1, #2, #4, #7, #8)、ハモンドオルガン(on #9, #10)
- マイク・マンデル - ローズ・ピアノ(on #3, #7)
- リッチー・レスニコフ - ギター(on #1, #2, #4, #7, #9)
- マーク・ホロウィッツ - ペダル・スティール・ギター、バンジョー(on #6)
- ゲイリー・キング - エレクトリックベース(on #1, #2, #3, #4, #5, #6, #7, #9, #12)
- レイ・アルマンド - コンガ、ボンゴ(on #1, #2, #7)
- スティーヴ・ベリオス、エンジェル・アレンデ - パーカッション(on #1)
- ランディ・ブレッカー - トランペット(on #1, #5, #7, #9, #12)
- バリー・ロジャース - トロンボーン(on #1, #5, #7, #9, #12)
- アンディ・ガズデン - テナー・サクソフォーン(on #1, #5, #7, #9, #12)